# Slaget vid Hörnefors
Slaget vid Hörnefors var ett slag som utkämpades vid bron över Hörnån i Hörnefors den 5 juli 1809.

## Bakgrund
Efter slaget vid Lejonströmsbron och ryssarnas erövrande av Umeå den 1 juni tog Johan August Sandels över kommandot över trupperna runt staden, från Georg Carl von Döbeln. Situationen för hans trupper, som räknade omkring 1 450 man, var till en början osäker.

## Slaget
Ryssarna hade under generalmajor Pavel Sjuvalov intagit Umeå 22 mars. Framryckningen söderut från Umeå fortsatte i början på maj. Den 2 juli genomförde svenskarnas befälhavare för norra armen, överste Sandels, ett anfall norrut. Anfallet slogs tillbaka av ryssarna. Vid Hörnefors anföll därefter dessa Sandels eftertrupper som bestod av ett par svensk-finska kompanier under befäl av överstelöjtnant Joakim Zakarias Duncker från Savolaxbrigaden. De svenska trupperna genomförde försvarsstrid vid bron i Hörnefors samtidigt som den svenska försvarsställningen, vilken förberetts för att avvärja vidare rysk framryckning över Öreälven, sattes i beredskap. Ryssarna kringgick försvararna och nådde efter stora förluster fram till befästningarna längs Öreälven där man beslutade att avbryta framryckningen och vända åter till Umeå. Striderna vid Hörnefors var en rysk seger, men innebar att den ryska framryckningen stoppades och initiativet övergick till svensk sida. Ryssarna skulle komma att lämna Umeå under sommaren för att retirera norrut, förföljda av två svenska arméer under överste Sandels och general Cronstedt samt den svenska skärgårdsflottan.  

## Följder
I samband med slaget blev Hörnefors bruk plundrat och eldhärjat.
I slaget stupade Duncker och den ryske kavallerichefen överste Aerekof. De båda befälhavarna ligger i delad grav med monument vid Umeå stads kyrka och Duncker har även ett eget monument i Hörnefors.

## Se även

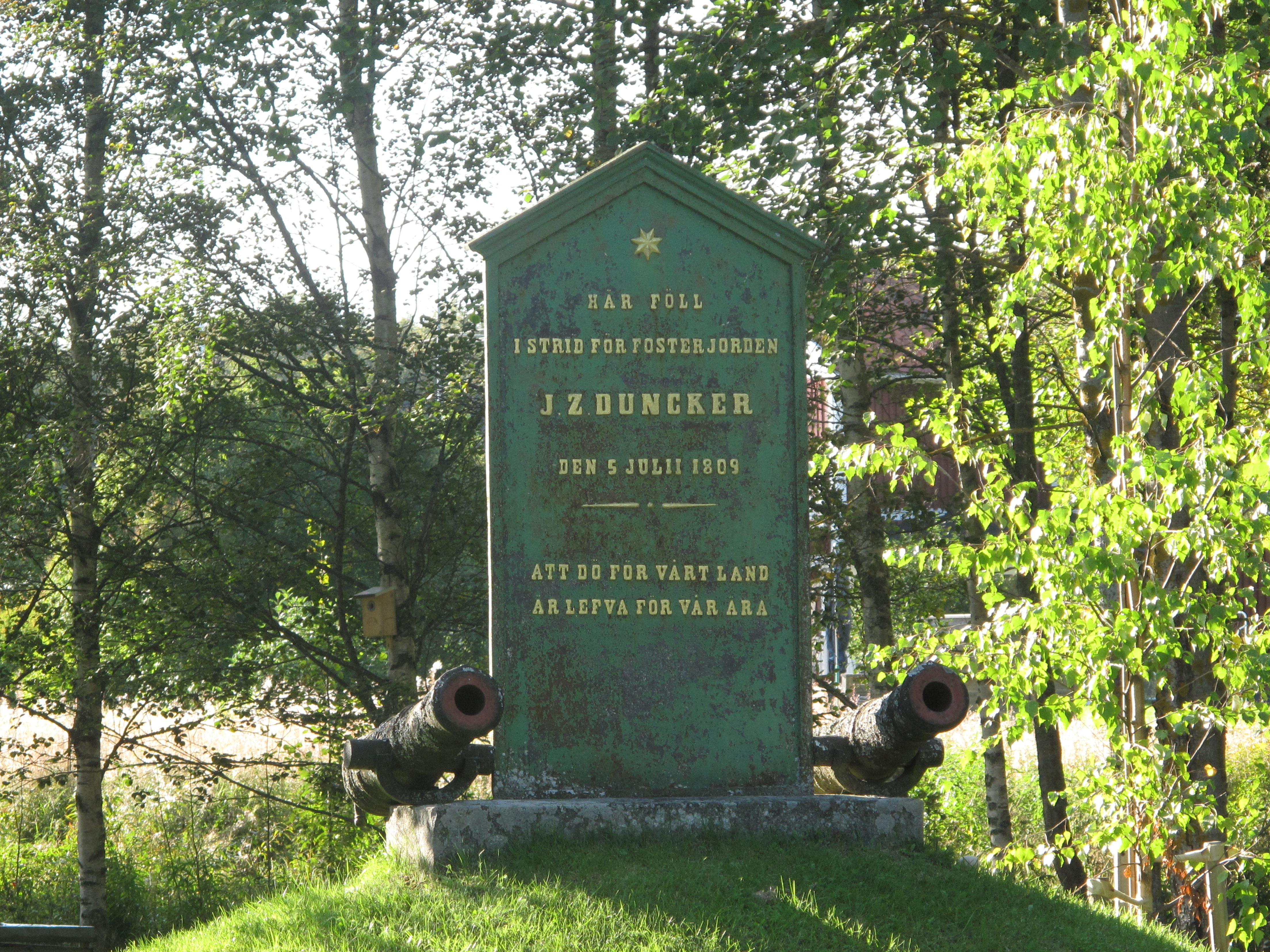
Dunckers monument i Hörnefors.
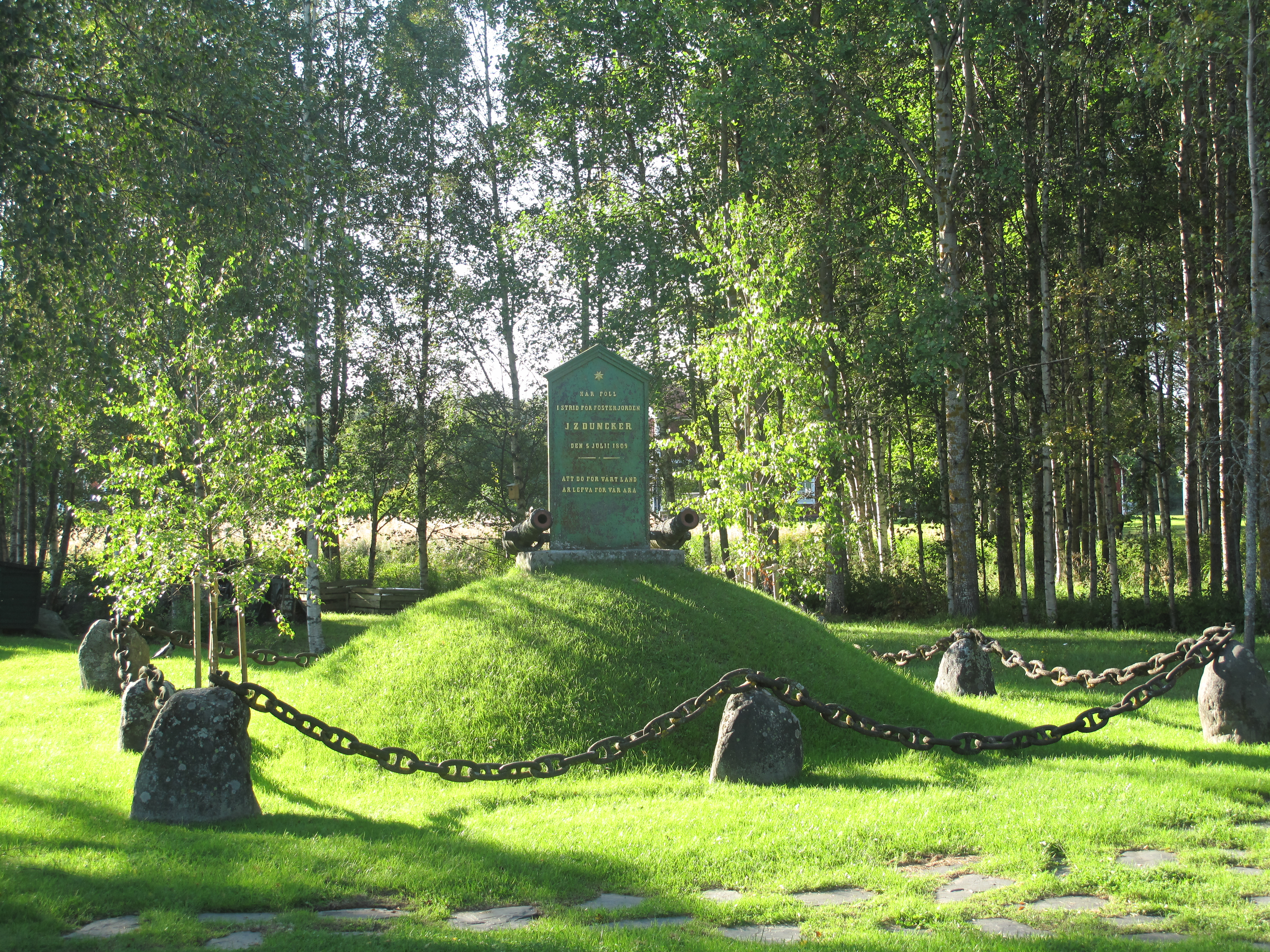
Dunckers monument i Hörnefors.